# Абазг
«Абазг» — абхазский футбольный клуб из столицы Абхазии города Сухум.

## История
Клуб основан в 1995 году. В том же году принял участие в розыгрыше Чемпионата Абхазии. Первым серьёзным успехом для команды стала победа в сезоне 2000/01. Также клуб является 2-кратным обладателем Кубка страны.

## Достижения
| Турнир             | Золото | Год        | Серебро | Год        | Бронза | Год           |
| ------------------ | ------ | ---------- | ------- | ---------- | ------ | ------------- |
| Чемпионат Абхазии  | 1      | 2000/01    |         |            | 2      | 1999/00, 2013 |
| Кубок Абхазии      | 2      | 1998, 2000 |         |            |        |               |
| Суперкубок Абхазии |        |            | 2       | 2000, 2001 |        |               |

## Стадион
Домашние матчи команда проводит на стадионе «Динамо».